# Romeo y Julieta (película de 1968)
Romeo y Julieta (título original en inglés: Romeo and Juliet) es una película italobritánica de drama y romance del año 1968, dirigida por Franco Zefirelli, basada en la obra homónima de William Shakespeare. Es la historia de dos adolescentes cuya incontenible y desbordada pasión coloca el amor por encima de la muerte. Su relación se ve dramáticamente marcada por el absurdo y ancestral odio que se profesan sus familias: los Montesco y los Capuleto. La lucha por llevar adelante su amor desencadenará en una tragedia que los unirá finalmente en la muerte.
Esta es quizás la película más famosa de su director, el italiano Franco Zeffirelli, quien intentó seguir al pie de la letra el texto original de Shakespeare. Su deseo de ser enteramente fiel con la obra le llevó a respetar incluso la edad real de sus protagonistas, que habitualmente eran encarnados por actores adultos. Así, Romeo y Julieta fueron interpretados por un actor de 17 años y una actriz de 16, los entonces desconocidos Leonard Whiting y Olivia Hussey. El filme, en su propósito de combinar romanticismo y fantasía, incluía escenas de semidesnudo consideradas atrevidas para la época, y que el director consideró lógicas y hasta necesarias en un relato de amor. La melodía principal de esta película, «A Time for Us», alcanzó un perdurable éxito y sigue siendo versionada por cantantes melódicos (como Josh Groban) y orquestas de música contemporánea.
Además, la experiencia de Zeffirelli en la ópera y el teatro fue amigo y colaborador de Maria Callas, se dejó notar en la realización de la cinta, muy cuidadosamente en su dirección artística, en su fotografía en color y también en su banda sonora, compuesta por Nino Rota.

## Argumento
Una mañana de verano en Verona, Italia, una larga disputa entre los Montesco y los Capuleto se desata en una pelea callejera. La pelea es interrumpida por el príncipe Escala, quien advierte a ambas familias que cualquier violencia futura entre ellas dará como resultado graves consecuencias. Momentos después, el conde Paris, se reúne con el señor Capuleto para tener idea de contraer matrimonio con su hija Julieta, pero el señor Capuleto cree que es muy joven todavía para el matrimonio y le pide que espere dentro de dos años más, tras lo cual cumpliría 15 años. Aprovechando la oferta, le pide al señor Capuleto que haga un baile de carácter formal para celebrar el acontecimiento y la señora Capuleto y la nodriza de Julieta la convencen de casarse con Paris en la boda.
Por otra parte, Benvolio conversa con su primo Romeo, hijo de los Montesco, sobre la reciente depresión. Convencido de que la tristeza de Romeo se debe al amor no correspondido de Rosalina, sobrina del señor Capuleto, Benvolio le habla sobre el baile que los Capuleto habían organizado. Romeo acepta acudir sin invitación para poder encontrarse con Rosalina. Esa noche, cuando Romeo está ahí adentro, se encuentra con Julieta, se enamoran perdidamente y los Capuleto se enojan profundamente. Más tarde, Romeo se tropieza infiltrándose en el jardín aislado de los Capuleto bajo el balcón del dormitorio de Julieta, y la escucha proclamando su amor por él, a pesar de la fría hostilidad de los Montesco y los Capuleto y los dos intercambian promesas apasionadas. Están casados en secreto al día siguiente por el confesor de Romeo y la figura paterna, Fray Lorenzo y la asistencia de la nodriza de Julieta.
Esa tarde, el primo hermano de Julieta, Teobaldo, se enfureció porque Romeo había asistido al baile de su familia, lo insulta y lo desafía a una pelea. Romeo considera a Teobaldo como familia y se niega a pelear con él, lo que lleva al mejor amigo de Romeo, Mercucio, para luchar contra Teobaldo en su lugar. A pesar de los esfuerzos de Romeo por detener la pelea, Teobaldo hiere gravemente a Mercucio, quien maldice a las casas de los Montesco y los Capuleto antes de morir. Enfurecido por la muerte de su amigo, Romeo toma represalias luchando contra Teobaldo y lo termina matándolo. Romeo es posteriormente castigado por el príncipe Escala (en la vida real Mastino Della Scala) con el destierro de Verona, con la amenaza de muerte si alguna vez regresa. Romeo, sin embargo, considera que su destierro es peor que la pena de muerte, ya que Verona es el único hogar que ha conocido y no quiere separarse de Julieta. Fray Lorenzo finalmente convence a Romeo de que tiene mucha suerte y que debería estar más agradecido por lo que tiene. Romeo luego pasa secretamente su noche de bodas junto con Julieta y la pareja consuma su matrimonio antes de que Romeo huya.
El señor y la señora Capuleto, inconscientes del matrimonio secreto de su hija, han arreglado que Julieta se case con el conde Paris. Julieta le suplica a sus padres que pospongan el matrimonio, pero ellos se niegan y amenazan con desconocerla. Julieta busca a Fray Lorenzo en busca de ayuda, con la esperanza de escapar de su matrimonio arreglado con Paris y permanecer fiel a Romeo. A instancias de Fray Lorenzo, ella se reconcilia con sus padres y acepta sus deseos. La noche antes de la boda, Julieta consume una poción preparada por Fray Lorenzo con la intención de que parezca muerta durante cuarenta y dos horas. Tras la muerte de Julieta, Fray Lorenzo planea informar a Romeo sobre el engaño para que Romeo pueda encontrarse con Julieta después de su entierro y escapar con ella cuando se recupere de su desmayo, por lo que envía a Fray Juan a darle una carta a Romeo describiendo el plan. Sin embargo, cuando Baltasar, el criado de Romeo, ve a Julieta enterrada bajo la impresión de que ella está muerta, él va a contárselo a Romeo y lo alcanza ante Fray Juan. Desesperado, Romeo va a la tumba de Julieta y cuando la ve muerta, decide suicidarse bebiendo el veneno. Poco después, Julieta despierta y descubre a su marido muerto. Julieta le pregunta por qué no le dejó ni una gota de veneno y entonces, ve la daga de él y se mata a sí misma perforándose el abdomen. 
Más tarde, las dos familias asisten a su funeral conjunto y son castigados por el príncipe Escala.

## Reparto
- Leonard Whiting como Romeo Montesco
- Olivia Hussey como Julieta Capuleto
- John McEnery como Mercucio Escala
- Michael York como Teobaldo Capuleto
- Pat Heywood como la nodriza de Julieta
- Bruce Robinson como Benvolio Montesco
- Antonio Pierfederici como Sr. Montesco
- Esmerelda Ruspoli como Sra. Montesco
- Paul Hardwick como Sr. Capuleto
- Natasha Parry como Sra. Capuleto
- Roberto Bisacco como Conde Paris
- Paola Tedesco como Rosalina Capuleto
- Roy Holder como Pedro
- Keith Skinner como Baltasar
- Milo O'Shea como Fray Lorenzo
- Robert Stephens como Príncipe Escala
- Laurence Olivier como narrador

## Producción

### Casting
A menudo se rumorea que Franco Zeffirelli consideró a Paul McCartney de The Beatles para el papel de Romeo. Aunque Zeffirelli no lo menciona en su autobiografía, McCartney proporciona muchos detalles sobre este tema (incluida la reunión con Hussey y el intercambio de telegramas con ella) en su autobiografía coescrita.
El director participó en una búsqueda mundial de actores adolescentes desconocidos para interpretar las partes de los dos amantes. Leonard Whiting tenía 17 años en ese momento, y Olivia Hussey tenía 16 años; Zeffirelli adaptó la obra de tal manera que aprovechara sus fortalezas y ocultara sus debilidades: por ejemplo, se recortaron los discursos largos y enfatizó los disparos de reacción.
La participación de Laurence Olivier en la producción fue por casualidad. Estuvo en Roma para filmar Las sandalias del pescador y visitó el estudio donde estaban filmando Romeo y Julieta. Preguntó a Zeffirelli si había algo que pudiera hacer, y le dieron el Prólogo para que lo leyera; luego terminó doblando la voz del Sr. Montesco y otros papeles variados.

### Rodaje

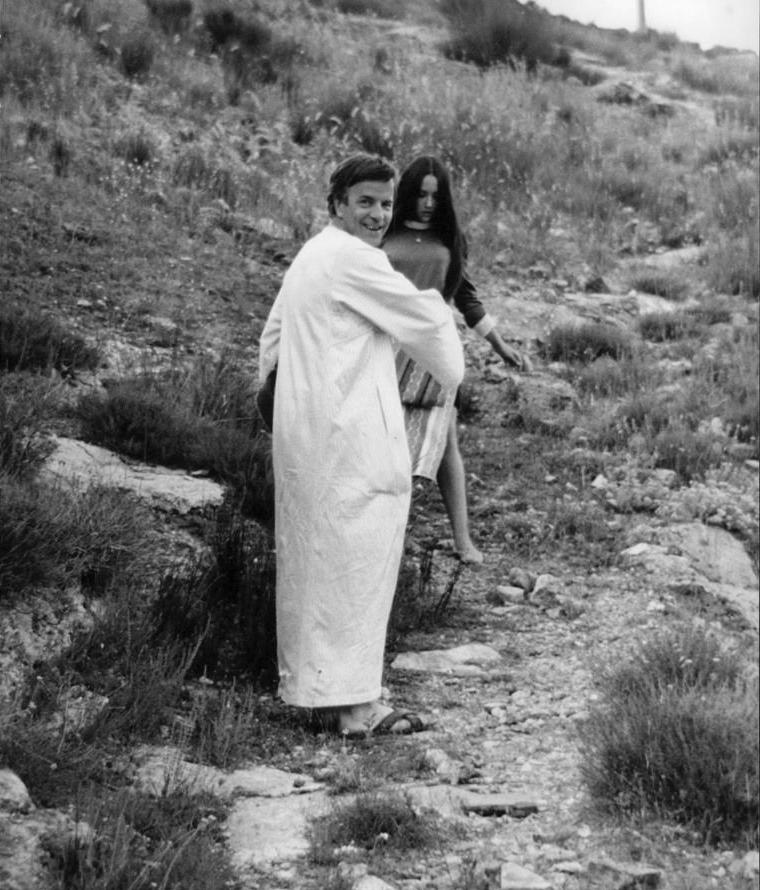
Franco Zeffirelli y Olivia Hussey durante el rodaje de Romeo y Julieta en 1967.

Ubicado en una Italia renacentista del siglo XIV en diferentes lugares:
- La escena del balcón: en el Palazzo Borghese, construido por el cardenal Scipione Borghese en el siglo XVI, en Artenas, a 40 km al sureste de Roma.
- Las escenas interiores de la iglesia: en una iglesia románica llamada San Pedro Somaldi en Lucca, Tuscania, a 90 km al noroeste de Roma.
- La escena de la tumba: También en Tuscania.
- Escenas del palacio de los Capuleto: en el Palacio Piccolomini, construido entre 1459–1462 por el Papa Pío II, en la ciudad de Pienza, en la provincia de Siena.
- Las escenas de duelo con espadas se desarrollaban en la antigua ciudad de Gubbio, en Umbría.
- La película también tiene algunas escenas filmadas en Montagnana.
- Las escenas callejeras: también en Pienza, y en los estudios Cinecitta, en la parte de atrás de Roma.

### Música
Se han realizado dos estrenos de la partitura de la película, compuesta por Nino Rota.
"Love Theme from Romeo and Juliet". El tema de amor de la película se difundió ampliamente, especialmente en «Our Tune», un segmento del programa de radio del disc jockey Simon Bates de la British Broadcasting Corporation (BBC). Además, se han grabado y publicado varias versiones del tema, incluida una muy exitosa de Henry Mancini, cuya interpretación instrumental fue un éxito número uno en los Estados Unidos durante junio de 1969.
Hay dos conjuntos diferentes de letras en inglés de la canción.
- La versión de la película se llama "What Is A Youth?", con letras de Eugene Walter y cantadas por Glen Weston. Esta versión ha sido lanzada en el lanzamiento completo de la banda sonora / partitura.
- Una versión alternativa, llamada "A Time for Us", con letras de Larry Kusik y Eddie Snyder. Esta versión ha sido grabada por Johnny Mathis y Andy Williams, entre otros. Josh Groban interpretó "Un Giorno Per Noi", una versión italiana de "A Time for Us". Jonathan Antoine, tenor con formación clásica de Gran Bretaña, interpretó "Un Giorno Per Noi" como uno de los temas de su segundo álbum en solitario, "Believe", que se lanzó en agosto de 2016. Una tercera versión se llama "Ai Giochi Addio". con letras de Elsa Morante, e interpretadas por cantantes de ópera como Luciano Pavarotti y Natasha Marsh.

## Recepción

### Taquilla
La película ganó $ 14.5 millones en alquileres nacionales en la taquilla de América del Norte durante 1969. Se relanzó en 1973 y ganó $ 1.7 millones en alquileres.

### Crítica
El famoso crítico de cine Roger Ebert (1942-2013), por el Chicago Sun-Times, escribió: «Creo que Romeo y Julieta, de Franco Zeffirelli, es la película más emocionante de Shakespeare jamás realizada».
El sitio web de agregadores de revisión Rotten Tomatoes otorga a la película un puntaje 'Fresco' de 94% basado en 36 comentarios, con una calificación promedio de 7.9 / 10; está acompañado por el consenso: «Las pistas sólidas y los visuales llamativos hacen un caso para Romeo y Julieta de Zeffirelli como la adaptación cinematográfica definitiva de la obra».

### Premios
| Premios                                  | Categoría                                 | Nominados/a                             | Resultado |
| ---------------------------------------- | ----------------------------------------- | --------------------------------------- | --------- |
| Premios Oscar                            | Mejor Película                            | John Brabourne y Anthony Havelock-Allan | Nominados |
| Premios Oscar                            | Mejor Dirección                           | Franco Zeffirelli                       | Nominado  |
| Premios Oscar                            | Mejor Fotografía                          | Pasqualino De Santis                    | Ganador   |
| Premios Oscar                            | Mejor Diseño de Vestuario                 | Danilo Donati                           | Ganador   |
| Premios BAFTA                            | Mejor Dirección                           | Franco Zeffirelli                       | Nominado  |
| Premios BAFTA                            | Mejor Actor de Reparto                    | John McEnery                            | Nominado  |
| Premios BAFTA                            | Mejor Actriz de Reparto                   | Pat Heywood                             | Nominada  |
| Premios BAFTA                            | Mejor Dirección de Arte                   | Renzo Mongiardino                       | Nominado  |
| Premios BAFTA                            | Mejor Diseño de Vestuario                 | Danilo Donati                           | Ganador   |
| Premios BAFTA                            | Mejor Edición                             | Reginald Mills                          | Nominado  |
| Premios BAFTA                            | Mejor Música de Película                  | Nino Rota                               | Nominado  |
| David di Donatello                       | Mejor Director                            | Franco Zeffirelli                       | Ganador   |
| David di Donatello                       | Golden Plate Award                        | Olivia Hussey y Leonard Whiting         | Ganadores |
| Directors Guild of America Awards        | Logro destacado como director de película | Franco Zeffirelli                       | Nominado  |
| Golden Globe Awards                      | Mejor Película Extranjera                 | Romeo y Julieta                         | Ganadora  |
| Golden Globe Awards                      | Mejor Dirección                           | Franco Zeffirelli                       | Nominado  |
| Golden Globe Awards                      | Mejor Banda Sonora                        | Nino Rota                               | Nominada  |
| Golden Globe Awards                      | Mejor Nueva Estrella - Actor              | Leonard Whiting                         | Ganador   |
| Golden Globe Awards                      | Mejor Nueva Estrella - Actriz             | Olivia Hussey                           | Ganadora  |
| Laurel Awards                            | Top Drama                                 | Romeo y Julieta                         | Nominado  |
| Laurel Awards                            | Mejor Director de Fotografía              | Pasqualino De Santis                    | Nominado  |
| Laurel Awards                            | Mejor cara nueva masculina                | Michael York                            | Nominado  |
| Laurel Awards                            | Mejor cara nueva femenina                 | Olivia Hussey                           | Nominada  |
| Nastro d'Argento                         | Mejor Dirección                           | Franco Zeffirelli                       | Ganador   |
| Nastro d'Argento                         | Mejor Fotografía - Color                  | Pasqualino De Santis                    | Ganador   |
| Nastro d'Argento                         | Mejor Diseño de Producción                | Danilo Donati                           | Ganador   |
| Nastro d'Argento                         | Mejor Banda Sonora                        | Nino Rota                               | Ganador   |
| Nastro d'Argento                         | Mejor Diseño de Producción                | Lorenzo Mongiardino                     | Ganador   |
| National Board of Review                 | Top 10 Películas                          | Romeo y Julieta                         | Ganadora  |
| National Board of Review                 | Mejor Dirección                           | Franco Zeffirelli                       | Ganador   |
| Thessaloniki International Film Festival | Premio Honorario                          | Franco Zeffirelli                       | Ganador   |